# Discriminante planetario
Discriminante planetario es un parámetro usado en astronomía para medir la limpieza de la órbita de un cuerpo, y se define como el cociente entre la masa del objeto y todo lo demás que hay en su órbita. Se suele representar por la letra griega μ. Por ejemplo, en el caso de Ceres (planeta enano) es de aproximadamente μ = 0,3, es decir, que Ceres constituye un tercio de la masa total de su órbita (este valor es aproximado porque tanto la masa de Ceres como la del cinturón no es muy exacta). El discriminante planetario de la Tierra, por el contrario, es de 1 700 000, es decir la Tierra es un millón setecientas mil veces más masiva que todo lo demás que hay a su alrededor de su órbita.